# ひぐらしのなく頃に解 祭囃し編
『ひぐらしのなく頃に解 祭囃し編』（ひぐらしのなくころにかい まつりばやしへん）は、同人サークルである07th Expansionが製作した同人ゲーム『ひぐらしのなく頃に』の第8話目の表題。「解答編」としては第4話目であり、『ひぐらしのなく頃に』の完結編である。
なお、デジマースより配信されているEZアプリ版は電子書籍である性質上、原作のゲームにおける演出の一部が再現されない。

## 概要
サブタイトルは「～最後くらい幸せな夢を～」。
本作品では、物語の敵となりうる人物と、「皆殺し編」で様々なことが判明したヒロイン・古手梨花を中心に話が展開する。特に「敵」に関しては「ひぐらしのなく頃に」全体における重要な事柄が語られている。言うなれば、皆殺し編の続きという形になっている。また雛見沢症候群の詳しい真相も明らかになり、連続怪死事件以前の話や雛見沢分校の「部活」の成立秘話も語られる。
PS2版「祭」では「澪尽し編」が代わりを担う形で未収録だが、DS版「絆・第四巻」に澪尽し編共々収録された。

### カケラ紡ぎ
祭囃し編のみに見られるシステムとして「カケラ紡ぎ」がある。これは、過去に起こった連続怪死事件のごく一部を切り取ったような断片的なショートストーリー (TIPS) が52個用意されており、それを特定の順番に閲覧することで隠されていた真相が明らかになるというものである。この順番を探り当てるには、ある程度の推理が必要となる。
カケラ紡ぎは、連続怪死事件についてのユーザーの推理の「答え合わせ」をするシステムであるともいえ、ミステリーゲームとして見た場合のひぐらしのなく頃にの総決算となる部分である。

## ストーリー
その人物は「目的」を果たすためにその村にやってきた。その強い意志は強固な運命を紡ぎ、彼女たちを運命の袋小路へと追いやった。
だから「彼女」は……舞台に立つことを、決めた。
前原圭一以来の転校生、古手分家最後の生き残り古手羽入がやってきた。羽入はすぐに皆の輪に溶け込み、雛見沢での楽しい日々を送っていた。
そんなある日、部活メンバーは古手梨花から変わった相談を持ちかけられる。それはこれから作ろうとしている漫画の設定が行き詰まってしまったので助けて欲しいというもの。快く協力する部活メンバーたち。あれこれと梨花にアドバイスをする。だが、その漫画の内容が現実の話だと知り、梨花に協力することにする……。
幾百もの絶望を繰り返し、すべてのカケラは結び合う。惨劇という名の悲劇と、喜劇。この運命を打ち破るため、彼女たちの最後の戦いが幕を開ける。

## 音楽
エンディングテーマ
「そらのむこう」
歌・詞：結月そら 作曲：dai
本作品で初めてのボーカル曲。2006年8月23日発売の「ひぐらしのなく頃に解 サウンドトラック」（ランティス、LACA-9063 - 9064）にも収録されている。

## 登場人物
- 以下の人物は個別項目を参照。
  - 古手梨花
  - 羽入
  - 前原圭一
  - 竜宮レナ
  - 園崎魅音
  - 北条沙都子
  - 園崎詩音
  - 鷹野三四

## 用語
バラバラ殺人事件
雛見沢村連続怪死事件の一年目の事件で、ダム工事現場の現場監督がバラバラ死体で発見された事件。
被害者がサボっていた現場作業員を叱ったことから喧嘩になったのだが、被害者が殺意を持って襲い掛かってきたので、恐れた6人の現場作業員が返り討ちにして殺してしまい（1人死亡）、疑心暗鬼に陥った作業員の一人が、過去に暴行事件を起こした執行猶予の身であったこともあり、死体をバラバラにして6人に隠させることを提案した。後に、提案した男は右腕を遺棄する直前に「山狗」に発見・捕獲され、研究材料とされ、残りの5人は警察に捕まったが拘置所で全員自殺してしまい、山狗に捕獲された1人は行方不明扱いとなっている。
当時の雛見沢村は、ダム建設を巡り大荒れの状態であり、現場監督である「おやっさん」もストレスの限界に達しており、現場作業員に規則を必要以上に徹底させている傾向が出ていた。現場作業員もストレスをためてはいたものの、工事ができない代わりに仕事をしないで済み飲酒ができるなど、現場監督に比べればストレスのはけ口があった。そのような状況で、現場作業員の飲酒を現場監督が注意した際に、現場作業員が複数で挑発したことにより、現場監督のストレスが限界に到達、雛見沢症候群と考えられる症状が出てしまった可能性が高い。
雛見沢症候群特有の鬼気迫る迫力に、恐れをなした現場作業員が命の危機を感じたことで、同じようにストレスが限界に達してしまい現場監督と同じような症状となり、結果として現場監督の命を奪ってしまった。
白川公園転落事故
雛見沢村連続怪死事件の二年目の事件で、北条悟史・沙都子の両親が白川公園の崖から転落し死亡した事件。遺体が発見された義父は死亡扱い、発見されなかった実母は行方不明扱いになっている。事件を調査していた大石の話から、沙都子が両親を崖の上から突き落としたと推測されたため、「山狗」が転落事故として片付た。
古手夫妻怪死事件
雛見沢村連続怪死事件の三年目の事件で、古手梨花の父親が死亡し、母親が行方不明となった事件。真相は協力的な態度を翻した梨花の母親を誘拐し、口封じを兼ねて研究材料とし（1人行方不明）、父親を謀殺（1人死亡）したもの。2人の死亡・行方不明の双方に「山狗」が直接関わった唯一の事件。
北条叔母撲殺事件
雛見沢村連続怪死事件の四年目の事件で、北条悟史・沙都子の叔母が撲殺死体で発見された事件。悟史により叔母は殺害（1人死亡）。その後悟史に強制入院の処置をとり、失踪扱いとした（1人行方不明）。

## 漫画
スクウェア・エニックス刊『ガンガンパワード』で2008年8月号から連載されていたが、同誌が2009年4月号を以て休刊したことに伴い『月刊ガンガンJOKER』へ移籍して2009年5月号から2011年5月号まで連載。2010年に福島県と長崎県で青少年保護育成条例に基づく有害図書に指定された。
作画・鈴羅木かりん。
1. ISBN 978-4-7575-2446-0 2009年1月22日初版発行
2. ISBN 978-4-7575-2587-0 2009年6月22日初版発行
3. ISBN 978-4-7575-2751-5 2009年12月22日初版発行
4. ISBN 978-4-7575-2972-4 2010年8月21日初版発行
5. ISBN 978-4-7575-2973-1 2010年8月21日初版発行
6. ISBN 978-4-7575-3098-0 2010年12月23日初版発行
7. ISBN 978-4-7575-3204-5 2011年4月22日初版発行
8. ISBN 978-4-7575-3335-6 2011年8月22日初版発行

## アニメ
第2期「ひぐらしのなく頃に解」第14 - 24話。
- 第14話 祭囃し編 其の壱 三四
- 第15話 祭囃し編 其の弐 蠢き
- 第16話 祭囃し編 其の参 終わりの始まり
- 第17話 祭囃し編 其の四 謀略
- 第18話 祭囃し編 其の伍 最後の駒
- 第19話 祭囃し編 其の六 幕開け
- 第20話 祭囃し編 其の七 トラップ
- 第21話 祭囃し編 其の八 48時間
- 第22話 祭囃し編 其の九 攻防
- 第23話 祭囃し編 其の拾 血戦
- 第24話 祭囃し編 其の拾壱 オシマイ

なお、冒頭で発生する路線バスの事故は原作だと電車事故だったが、アニメではJR福知山線脱線事故に配慮してか、変更されている。

## 小説
著者：竜騎士07 イラスト：ともひ
- 講談社BOX版
  - ひぐらしのなく頃に解 第四話 〜祭囃し編〜（上） ISBN 978-4-06-283688-3
  - ひぐらしのなく頃に解 第四話 〜祭囃し編〜（中） ISBN 978-4-06-283689-0
  - ひぐらしのなく頃に解 第四話 〜祭囃し編〜（下） ISBN 978-4-06-283697-5

- 星海社文庫版
  - ひぐらしのなく頃に解 第四話 〜祭囃し編〜（上） ISBN 978-4-06-138928-1
  - ひぐらしのなく頃に解 第四話 〜祭囃し編〜（中） ISBN 978-4-06-138929-8
  - ひぐらしのなく頃に解 第四話 〜祭囃し編〜（下） ISBN 978-4-06-138930-4